# Cylindroiulus costatus
Cylindroiulus costatus är en mångfotingart som beskrevs av Karl Wilhelm Verhoeff 1940. Cylindroiulus costatus ingår i släktet Cylindroiulus och familjen kejsardubbelfotingar. Inga underarter finns listade i Catalogue of Life.